# 城巴40線
城巴40線是一條香港島專利巴士路線，來往華富（北）和會展站，途經置富花園及半山區。

## 簡介及歷史
本線於1971年由中巴開辦，前身為4號線的特別快車，來往華富邨及中環，按4號線的行車路線行駛，但有限度停站，祇於平日提供服務。由於西營盤的塞車情況嚴重，影響巴士班次，特別班次於1972年5月1日起改經半山區，同樣於半山區作有限度停站，於平日早上至傍晚提供服務，以黃底紅字表示（俗稱黃牌4號線），是第一條途經半山區的南區巴士路線。可是當時半山區的塞車情況同樣嚴重（所以才有半山區巴士專線的出現），對行車時間並沒有太大幫助，在半山區巴士專線出現後才稍為舒緩了一點。這時由於本班次跟原有4號線的行車路線有很大分別，為免乘客混淆，故於1975年1月1日，「黃牌4號線」班次訂為40號線。
- 1980年2月12日，配合地鐵修正早期系統（觀塘至中環，現分別稱為港鐵荃灣綫及觀塘綫）全線通車，金鐘及中環站啟用，本線改為前往灣仔碼頭，改經金鐘道而不再經中環中心地帶，並提升至每天早上至深夜、為華富邨居民提供前往金鐘及灣仔的服務，而在半山區也停靠所有巴士站，方便乘客。1986年6月9日起繞經置富花園，1995年9月1日由城巴接辦，並改為全線空調服務。

配合數碼港發展，2005年7月4日起增設早晚繁忙時間單程來往數碼港及灣仔的特別班次，但客量一直欠佳，於2008年3月17日起取消這特別班次。
- 2015年5月17日，本線灣仔區總站由灣仔碼頭遷移往灣仔北公共運輸交匯處，以配合灣仔碼頭公共運輸交匯處因港鐵沙中綫工程而封閉[1]。

- 2018年3月26日：增設實時抵站時間查詢服務。

- 2022年5月14日：本線灣仔區總站由灣仔北遷移往會展站公共運輸交匯處，往灣仔方向取消菲林明道「香港會議展覽中心」站，往華富（北）方向取消會議道「灣仔碼頭」站。[2]

- 2023年8月27日：因應40M線取消往華富方向之服務，本線加強班次，並增設與12及13線的轉乘優惠。[3]。

## 服務時間及班次
| 華富（北）開     | 華富（北）開 | 華富（北）開 | 會展站開         | 會展站開    | 會展站開     |
| 日期             | 服務時間     | 班次（分鐘） | 日期             | 服務時間    | 班次（分鐘） |
| ---------------- | ------------ | ------------ | ---------------- | ----------- | ------------ |
| 星期一至五       | 06:00-07:40  | 20           | 星期一至五       | 06:37-07:12 | 11-12        |
| 星期一至五       | 07:10-10:10  | 30           | 星期一至五       | 07:12-10:10 | 28-30        |
| 星期一至五       | 10:10-14:45  | 20-25        | 星期一至五       | 10:10-11:40 | 20-25        |
| 星期一至五       | 14:45-15:45  | 30           | 星期一至五       | 11:40-23:48 | 15-20        |
| 星期一至五       | 15:45-17:40  | 20-25        |                  |             |              |
| 星期一至五       | 17:40-23:00  | 25-30        |                  |             |              |
| 星期六           | 06:00-23:00  | 30           | 星期六           | 06:37       | 06:37        |
|                  |              |              | 星期六           | 07:00-14:00 | 30           |
| 14:00-15:00      | 20           |              | 星期六           |             |              |
| 15:00-17:00      | 30           |              | 星期六           |             |              |
| 17:00-18:00      | 20           |              | 星期六           |             |              |
| 18:00-23:30      | 30           |              | 星期六           |             |              |
| 23:48            |              |              | 星期六           |             |              |
| 星期日及公眾假期 | 06:00-08:00  | 30           | 星期日及公眾假期 | 06:35       | 06:35        |
| 星期日及公眾假期 | 08:00-09:00  | 20           | 星期日及公眾假期 | 07:00-23:30 | 30           |
| 星期日及公眾假期 | 09:00-11:00  | 30           | 星期日及公眾假期 | 23:48       | 23:48        |
| 星期日及公眾假期 | 11:00-12:00  | 20           |                  |             |              |
| 星期日及公眾假期 | 12:00-23:00  | 30           |                  |             |              |

## 收費
全程：$6.9
- 瑪麗醫院往會展站：$6.3
- 金鐘站往會展站：$4.4
- 瑪麗醫院往華富（北）：$5.1

| - 本線設有12歲以下小童及65歲或以上長者半價優惠。 - 65歲或以上香港居民使用「樂悠咭」，以及12歲以下合資格殘疾兒童使用「殘疾人士身份」個人八達通繳付車資，均可享有每程$2.0或半價（以較低者為準）的票價優惠；12至64歲合資格殘疾人士使用「殘疾人士身份」個人八達通（包括「樂悠咭」），以及60至64歲香港居民使用「樂悠咭」繳付車資，均可享有每程$2.0或全費（以較低者為準）的票價優惠。 - 65歲或以上長者如使用長者或一般個人八達通繳付車資，則只可享有半價優惠；12至64歲合資格殘疾人士如不使用「殘疾人士身份」個人八達通，以及60至64歲人士如不使用「樂悠咭」繳付車資，必須繳付全費。 - 乘客可以現金或八達通於上車時付款，不設找續。 - 每位成人乘客可免費攜帶最多兩名4歲以下而不佔座位的兒童乘客乘車，超額之4歲以下小童必須繳付小童車費乘車。 - 九龍巴士、城巴及龍運巴士全職員工及家屬（不包括外判職員）可免費乘搭本路線，惟必須拍職員或職員家屬八達通。 - 乘客亦可使用AlipayHK「易乘碼」、支付寶、WeChatHK／微信支付「搭車碼」、銀聯雲閃付「乘車碼」及BOC Pay「乘車碼」、具有感應式支付功能的VISA、Mastercard及銀聯卡，以及Apple Pay、Google Pay及Samsung Pay流動支付平台繳付車資。使用此支付方式的乘客可享有中途下車之分段收費，以及與其他城巴獨營路線或聯營線城巴班次之轉乘優惠，惟不適用於與非城巴路線之轉乘優惠。乘客亦不能享有「公共交通費用補貼計劃」及「長者及合資格殘疾人士公共交通票價優惠計劃」。 |

### 八達通轉乘優惠
乘客登上本線後指定時間內以同一張八達通卡轉乘以下路線，或從以下路線登車後指定時間內以同一張八達通卡轉乘本線，次程可獲車資折扣優惠：
40←→7、30X、37A/B/X、40M、40P、71/71P、90B，須於瑪麗醫院轉乘，轉乘時限為90分鐘
- 40往會展站 → 7往中環、37B/X往金鐘、40M往會展站、40P往羅便臣道、71(P)往中環或90B往金鐘，次程車資全免
- 7往中環、30X往金鐘、37B/X往金鐘、40P往羅便臣道、71往中環或90B往金鐘 → 40往會展站，次程可獲$4.5折扣優惠
- 40M往會展站 → 40往會展站，次程車資全免
- 40往華富 → 7往石排灣，次程可獲$3.7折扣優惠
- 40往華富 → 30X往數碼港，次程可獲$4.3折扣優惠
- 40往華富 → 37A往置富，次程車資全免
- 40往華富 → 71往黃竹坑，次程可獲$3.9折扣優惠
- 40往華富 → 90B往海怡半島，次程可獲$3.5折扣優惠
- 37A往置富 → 40往華富，次程可獲$3.6折扣優惠
- 7往石排灣、71往黃竹坑或90B往海怡半島 → 40往華富，次程車資全免

40←→973，須於薄扶林村轉乘
- 40往會展站 → 973往尖沙咀，回贈首程車資，轉乘時限為90分鐘
- 973往赤柱 → 40往華富，次程車資全免，轉乘時限為120分鐘

## 使用車輛
2023年新巴城巴合併前，40線主要使用富豪B9TL 11.3米（95XX）和Enviro 500 MMC 11.3米（91XX）。
新巴城巴專營權合併後，前屬新巴的富豪B9TL(45XX、420XX)亦加入此路線行走。

## 行車路線
華富（北）開經：華景街、華富道、薄扶林道、置富道、利牧徑、薄扶林道、般咸道、柏道、羅便臣道、花園道、天橋、金鐘道、軒尼詩道及菲林明道。
會展站開經：鴻興道、菲林明道、軒尼詩道、金鐘道、紅棉路、堅尼地道、天橋、上亞厘畢道、堅道、般咸道、薄扶林道、利牧徑、置富道、薄扶林道、華富道及華景街。

### 沿線車站

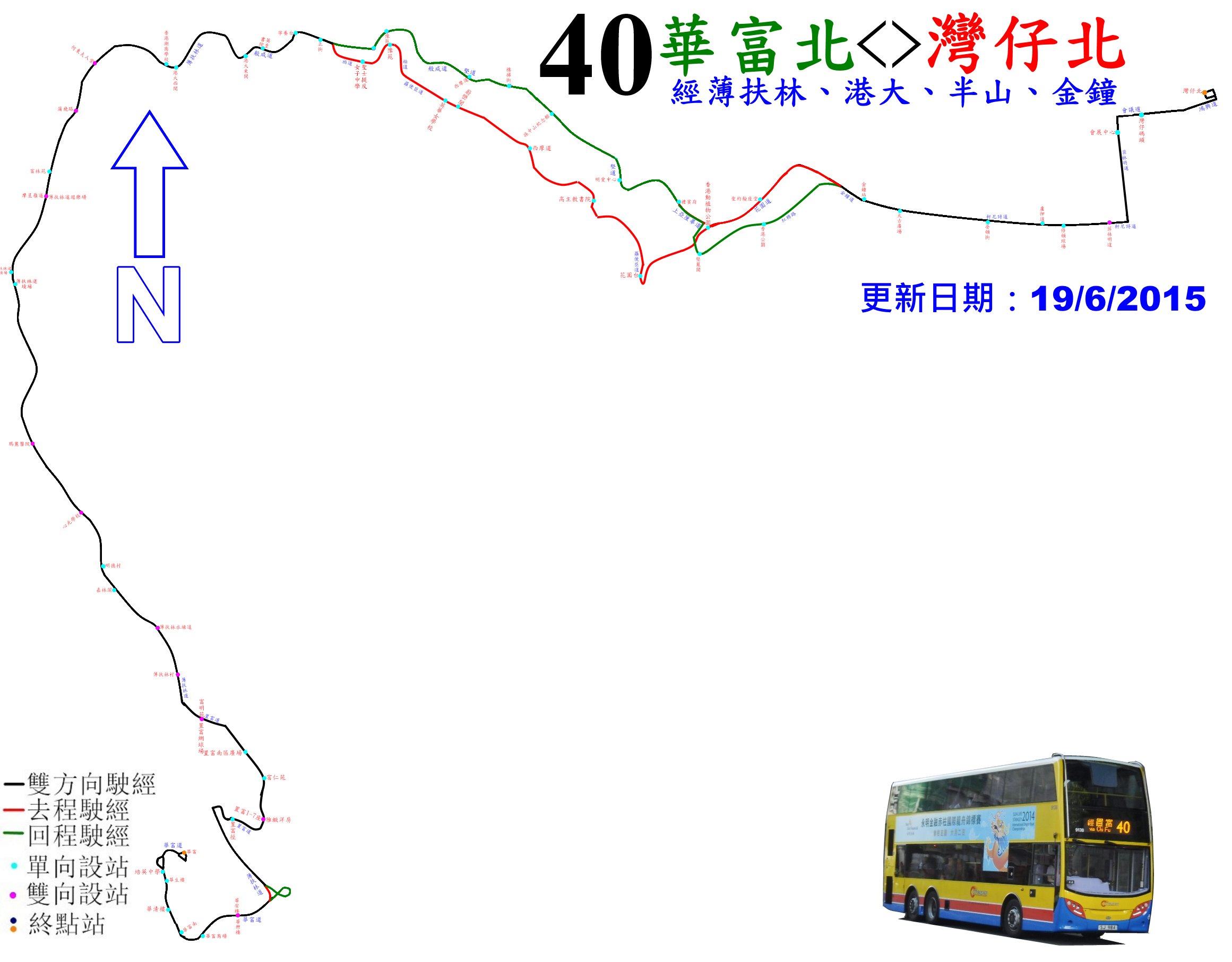
本線的走線圖

| 華富（北）開 | 華富（北）開                   | 華富（北）開         | 會展站開 | 會展站開                       | 會展站開             |
| 序號         | 車站名稱                       | 位置                 | 序號     | 車站名稱                       | 位置                 |
| ------------ | ------------------------------ | -------------------- | -------- | ------------------------------ | -------------------- |
| 1            | 華富（北）                     | 華富（北）巴士總站   | 1        | 會展站                         | 會展站公共運輸交匯處 |
| 2            | 華富邨華生樓                   | 華富道               | 2        | 菲林明道                       | 軒尼詩道             |
| 3            | 華富（南）                     | 華富道               | 3        | 修頓球場                       | 軒尼詩道             |
| 4            | 華富邨華安樓                   | 華富道               | 4        | 晏頓街                         | 軒尼詩道             |
| 5            | 余振強紀念第二中學             | 薄扶林道             | 5        | 太古廣場                       | 金鐘道               |
| 6            | 置富徑                         | 置富道               | 6        | 香港公園                       | 紅棉路               |
| 7            | 置富花園1-7座                  | 置富道               | 7        | 堅麗閣                         | 堅尼地道             |
| 8            | 置富南區廣場                   | 置富道               | 8        | 明愛中心                       | 堅道                 |
| 9            | 置富花園網球場                 | 置富道               | 9        | 孫中山紀念館                   | 堅道                 |
| 10           | 薄扶林村                       | 薄扶林道             | 10       | 樓梯街                         | 堅道                 |
| 11           | 薄扶林水塘道                   | 薄扶林道             | 11       | 西摩道                         | 堅道                 |
| 12           | 嘉林閣                         | 薄扶林道             | 12       | 豫苑                           | 般咸道               |
| 13           | 心光學校                       | 薄扶林道             | 13       | 東邊街                         | 般咸道               |
| 14           | 瑪麗醫院                       | 薄扶林道             | 14       | 正街                           | 般咸道               |
| 15           | 香港華人基督教聯會薄扶林道墳場 | 薄扶林道             | 15       | 香港大學東閘                   | 般咸道               |
| 16           | 摩星嶺道                       | 薄扶林道             | 16       | 香港大學西閘                   | 薄扶林道             |
| 17           | 富林苑                         | 薄扶林道             | 17       | 何東夫人堂                     | 薄扶林道             |
| 18           | 蒲飛路                         | 薄扶林道             | 18       | 蒲飛路                         | 薄扶林道             |
| 19           | 何東夫人堂                     | 薄扶林道             | 19       | 蒲扶林道遊樂場                 | 薄扶林道             |
| 20           | 香港潮商學校                   | 薄扶林道             | 20       | 香港華人基督教聯會薄扶林道墳場 | 薄扶林道             |
| 21           | 英皇書院                       | 般咸道               | 21       | 瑪麗醫院                       | 薄扶林道             |
| 22           | 寧養台                         | 般咸道               | 22       | 心光學校                       | 薄扶林道             |
| 23           | 聖士提反女子中學               | 柏道                 | 23       | 明德村                         | 薄扶林道             |
| 24           | 豫苑                           | 柏道                 | 24       | 薄扶林水塘道                   | 薄扶林道             |
| 25           | 英華女學校                     | 羅便臣道             | 25       | 薄扶林村                       | 薄扶林道             |
| 26           | 蔚巒閣                         | 羅便臣道             | 26       | 富明苑                         | 置富道               |
| 27           | 西摩道                         | 羅便臣道             | 27       | 富仁苑                         | 置富道               |
| 28           | 高主教書院                     | 羅便臣道             | 28       | 雅緻洋房                       | 置富道               |
| 29           | 花園台                         | 羅便臣道             | 29       | 華富邨華樂樓                   | 華富道               |
| 30           | 香港動植物公園                 | 花園道               | 30       | 華富商場                       | 華富道               |
| 31           | 聖約翰座堂                     | 花園道               | 31       | 華富邨華清樓                   | 華富道               |
| 32           | 金鐘站                         | 金鐘道               | 32       | 培英中學                       | 華富道               |
| 33           | 盧押道                         | 軒尼詩道             | 33       | 華富（北）                     | 華富（北）巴士總站   |
| 34           | 菲林明道                       | 軒尼詩道             |          |                                |                      |
| 35           | 會展站                         | 會展站公共運輸交匯處 |          |                                |                      |

## 客量
2014年12月港島綫西延通車前，由於香港大學及半山區一帶未有鐵路覆蓋，因此客量不俗。不過好景不常，港島綫西延通車後，香港大學及半山區已有鐵路覆蓋，因此使用率大幅下跌。另外，此路線及40M班次疏落，又與4、4X、7等路線重疊，因此兩線客量偏低。

## 外部連結
- 官方網站路線資料 （页面存档备份，存于）
- （页面存档备份，存于）
- 城巴40線路線圖 （页面存档备份，存于）
- 城巴40線詳細時間表 （页面存档备份，存于）